# Reforma rolna w Polsce (1925)
Reforma rolna w Polsce (1925) – ustawowe kształtowanie ustroju rolnego, które  zmierzało do poprawy struktury agrarnej, ustanowienie  właściwych stosunków władania ziemią oraz warunków życia mieszkańców wsi. Reforma rolna miała na celu powstania jednostek  opartych na silnych, zdrowych i zdolnych do wydatnej produkcji gospodarstwach różnego typu i wielkości, stanowiących prywatną własność ich posiadaczy.  

## Nowelizacja ustawy o reformie rolnej z 1920 r.
Środowiska polityczne i gospodarcze  stały na stanowisku, że reformy rolne to niezbędne procesy zmiany struktury agrarnej, których celem jest poprawa efektywności gospodarki rolnej, powstawania równości społecznej oraz poprawa warunków życia ludności wiejskiej. W kontekście kształtowania struktury agrarnej reformy dokonywano z mocy prawa,  poprzez odgórne funkcje regulacyjne państwa.  Reformy rolne oznaczają prawny sposób interwencji rządu w system własności ziemi, organizację produkcji rolniczej oraz redystrybucję gruntów, w celu osiągnięcia określonych celów  gospodarczych i  ekonomicznych. Wyrażano stanowisko, że  eformy rolne powinny mieć  charakter powszechny, obejmujące wszystkie kategorie gospodarstw, a ponadto charakter przymusowy, dotyczący konieczności podporządkowania się regulacjom prawnym i  ekonomicznym, zmierzający do poprawy sytuacji  społeczno-gospodarczej gospodarstw rolnych.
W okresie obowiązywania ustawy o  reformy rolnej z 1920 r. podejmowano prace legislacyjne zmierzające do zmiany istniejącej sytuacji prawnej, hamującej  jej realne wykonanie. Na przeszkodzie stały zapisy Konstytucji RP z 1921 r. mówiące o wszelkiej własności i ochronie mienia, dopuszczając zniesienie lub ograniczenie własności jedynie za odszkodowaniem pełnym. Natomiast w ustawie z 1920 r. zakładano częściowe odszkodowanie (50%), ponadto płatność odbywała się nie w gotówce, lecz w listach renty ziemskiej.  Sytuacja polityczna (wojna polsko-bolszewicka) nie sprzyjała szybkiej nowelizacji ustawy. Ustawa o reformie rolnej  z 1925 r. weszła w życie w wyniku porozumienia między partiami politycznymi, a ponadto dzięki poprawie sytuacji gospodarczej kraju. 

## Ustawa o wykonaniu reformy rolnej z 1925 r.
W ustawie o wykonaniu reformy rolnej przyjęto, że ustrój rolny  oparty będzie na silnych, zdrowych i zdolnych do wydatnej produkcji gospodarstwach różnego typu i wielkości, stanowiących prywatną własność ich posiadaczy. Zakres przeprowadzenie nowego ustroju obejmował głównie przez tworzenie nowych, samodzielnych gospodarstw rolnych oraz powiększanie istniejących karłowatych gospodarstw do rozmiaru samodzielnych jednostek gospodarczych. Dodatkowo tworzono gospodarstwa o mniejszej powierzchni dla produkcji ogrodniczo-warzywnej, zakładanie  ogródków działkowych dla ludności w pobliżu miast i ośrodków przemysłowych oraz zabezpieczenie odpowiednich terenów dla szkół rolniczych i ognisk kultury rolniczej.

### Zapas ziemi przeznaczony do parcelacji
W celu przeprowadzenia reformy rolnej, w ustawie wskazano sposoby tworzenia zapasów ziemi przeznaczonej do parcelacji. Zapas ziemi był tworzony z zasobów państwowych, jak i prywatnych. Do tych pierwszych zaliczano: 
- grunty stanowiące własność Skarbu Państwa, w szczególności ziemie stanowiące uprzednio własność b. państw zaborczych, ich rodzin panujących i członków ich rodzin,
- majątki tzw. martwej ręki czyli głównie dobra Kościoła katolickiego,
- nieruchomości ziemskie innych kościołów i wyznań, po zasięgnięciu opinii ich prawnych reprezentacji oraz nieruchomości ziemskie innych instytucji publicznych.

Drugą część zapasu ziemi stanowiły nieruchomości ziemskie prywatne. W stosunku do nich  ustawa wprowadziła tzw. obowiązek parcelacyjny, którym zostały objęte nadwyżki gruntów rolniczych, nie wyłączając ordynacji, ponad tzw. inne ustawowe normy władania. Dla nieruchomości ziemskich położonych w okręgach przemysłowych i podmiejskich wyznaczono obszar wolny od parcelacji na 60 ha użytków rolnych, na pozostałym zaś obszarze państwa polskiego na 180 ha. Wyróżniono województwa wschodnie granicą 300 ha jako obszar niepodlegający obowiązkowi parcelacyjnemu. Z obowiązku parcelacyjnego wyłączono tereny leśne i wodne, a także grunty o szczególnym znaczeniu dla kultury rolnej, w  tym  gospodarstwa prowadzące gospodarkę nasienną lub gospodarstwa o wysokiej produkcji.

### Roczny kontyngent parcelacyjny
W ustawie przyjęto, że aż do całkowitego wyczerpania zapasu ziemi, rozparcelowany zostanie  obszar na 200 tysięcy ha ziemi rokrocznie. Grunty  nierozparcelowane w danym roku,  rozparcelowana była w  następnym roku poza kontyngentem. Podstawą dokonywania parcelacji  był plan parcelacyjny, ustalany na następny rok kalendarzowy. Każdy okręg został zobowiązany do wykonania przydzielonego mu kontyngentu. Wyznaczony, coroczny plan parcelacyjny miał być wykonywany przez Okręgowe Urzędy Ziemskie oraz Państwowy Bank Rolny.
Realny poziom  rozparcelowanej powierzchni w stosunku do planowanej ustawowo  corocznie powierzchni gruntów w wysokości 200 tys. ha, przedstawiono wg Rocznika Statystycznego z 1939 r. w następującym zestawieniu:
| Rok    | Rozparcelowano w tys. ha | Procent w stosunku do 200 tys. ha |
| ------ | ------------------------ | --------------------------------- |
| 1926   | 209,8                    | 104,9                             |
| 1927   | 245,1                    | 122,6                             |
| 1928   | 227,6                    | 113,8                             |
| 1929   | 164,5                    | 82,2                              |
| 1930   | 130,8                    | 65,4                              |
| 1931   | 105,3                    | 52,7                              |
| 1932   | 74,1                     | 37,1                              |
| 1933   | 83,5                     | 71,8                              |
| 1934   | 56,5                     | 28,2                              |
| 1935   | 79,8                     | 39,9                              |
| 1936   | 96,5                     | 48,3                              |
| 1937   | 113,1                    | 56,6                              |
| 1938   | 119,2                    | 59,6                              |
| Ogółem | 1705,8                   | 65,6                              |

W pierwszych latach funkcjonowania ustawy z 1925 r. kontyngent parcelacyjny był przekraczany, ponieważ występował duży popyt na ziemię, kształtowany dobrą koniunkturą w rolnictwie. Natomiast w latach kryzysu gospodarczego gwałtownie zmalała parcelacja majątków. Według ustawy o reformie rolnej w latach 1926–1939 rozparcelowane powinno być 2600 tys. ha gruntów, wykonanie wynosiło 1705,8 tys. ha (65,6%).

### Wykup gruntów w ramach reformy rolnej
Właściciel majątku, przekraczającego podstawowe normy władania,  miał  prawo ustalić  obszar, który zamierzał wyłączyć. Właściciele majątków, które zostały umieszczone w wykazie imiennym, byli zobowiązani do przeprowadzenia parcelacji,  dla którego ogłoszono wykaz imienny. Jeśli do tego czasu grunty zostały nierozparcelowane lub też nie zostały sprzedane Państwowemu Bankowi Rolnemu, wówczas okręgowe urzędy ziemskie niezwłocznie przystąpowały do przymusowemu wykupu.  W celu  zapewnienia ładu prawnego okręgowe urzędy ziemskie wnosiły do sądów zapisy zmian w księgach hipotecznych (gruntowych).

### Przymusowe wykupywanie majątków  ziemskich
Oszacowania przymusowego wykupywanego majątku dokonywał  Okręgowy Urząd Ziemski, opierając się na opinii komisji klasyfikacyjno-szacunkowych. Szacunek wraz z wnioskiem o ustalenie wynagrodzenia  był przedstawiany Okręgowej Komisji Ziemskiej, która była organem zatwierdzającym. Cenę wykupu nieruchomości ziemskich przymusowo wykupywanych, stanowił łączny szacunek gruntów, budowli, drzewostanów i wód oraz nakładów melioracyjnych, pomniejszony o wartość obciążających nieruchomości serwitutów. Ustalone wynagrodzenie za nieruchomości ziemskie przymusowo wykupione, był uiszczane częściowo w gotówce, częściowo w listach 5% Państwowej Renty Ziemskiej w złocie według nominalnej wartości i częściowo w listach zastawnych.    

### Wielkość tworzonych gospodarstw rolnych w wyniku parcelacji
Obszar nowotworzonych gospodarstw, jak również obszar, do którego powiększane były istniejące gospodarstwa, był uzależniony od miejscowych warunków gospodarczych, w takim rozumieniu, aby tworzone i uzupełniane gospodarstwa były żywotne, samodzielne i zdolne do wydatnej wytwórczości. 
Obszar dla poszczególnych jednostek gospodarczych nie mógł  przekraczać 20 ha, natomiast w województwach: pomorskim, białostockim, nowogródzkim, poleskim, wołyńskim oraz wileńskim oraz w powiatach górskich - 35 ha. Natomiast obszar parceli dla: 
- produkcji ogrodniczo-warzywniczej nie mógł przekroczyć 5 ha[potrzebny przypis],
- rzemieślniczej wiejskiej nie mógł przekroczyć 2 ha[potrzebny przypis],
- robotniczej, urzędniczej w miastach i ośrodkach przemysłowych nie mógł  przekroczyć 1 ha[potrzebny przypis].

### Wsparcie dla powstających gospodarstw rolnych
Wsparcie dla nabywców gospodarstw rolnych skierowane było na obszary  szczególnie przeludnione i wymagające uzdrowienia stosunków agrarnych. Nabywcami  gospodarstw były osoby, których główne zajęcie stanowiła produkcja rolna lub warzywnicza, względnie posiadali odpowiednie kwalifikacje rolnicze. Grunty nabyte na drodze  ustawy nie mogły być  dzielone, sprzedane czy dzierżawienia, aż do czasu całkowitej spłaty należności.
W ustawie określono wysokość  pomocy finansowej dla nabywców gospodarstw. Przy parcelacji rządowej bezrolni nabywcy  wpłacali 5% sumy szacunkowej parceli. Z kolei właściciele gospodarstw karłowatych wpłacali 10%, a właściciele gospodarstw samodzielnych  25%. Pierwszym dwu kategoriom rozkładano ceny kupna na czas do 41 lat, trzeciej natomiast  grupie do 20 lat.

## Liczba i powierzchnia  powstałych gospodarstw rolnych wg danych statystycznych
Na szeroko pojętą reformę agrarną składały się trzy zasadniczo procesy: parcelacja majątków ziemskich,  komasacja (scalanie) gruntów i znoszenie służebności. Komasacja gruntów polegała na wymianie gruntów między właścicielami, aby przekształcić rozdrobione grunty w większe obszarowo gospodarstwa. Poprzez komasację dążono do likwidacji niewielkich działek, często położony w różnych miejscach, tzw, szachownicę gruntów, które były rozmaitego kształtu i rozmiaru. W ich miejsce tworzono gospodarstwa o zwartej powierzchni, pozwalające na  podnoszenie wydajności ekonomicznej gospodarstw. Natomiast znoszenie służebności gruntowej oznaczało regulowanie prawnie istniejących obciążeń, jak uprawnienia rolników do korzystania przykładowo z pastwisk czy użytków leśnych.  
Według danych Rocznika Statystycznego z 1939 r. rezultaty reformy rolnej z 1925 r. w powiązaniu z komasacja gruntów i znoszeniem służebności przedstawia poniższe zestawienie:
| Rok    | Parcelacja                         | Parcelacja                            | Scalanie (komasacja)        | Scalanie (komasacja)           | Znoszenie slużebności | Znoszenie slużebności  |
| Rok    | Utworzono kolonie i parcele w tys. | Powierzchnia rozparcelowana w tys. ha | Gospodarstwa scalone w tys. | Powierzchnie scalone w tys. ha | Gospodarstwa w tys.   | Powierzchnia w tys. ha |
| ------ | ---------------------------------- | ------------------------------------- | --------------------------- | ------------------------------ | --------------------- | ---------------------- |
| 1926   | 59,4                               | 209,8                                 | 16,7                        | 131,7                          | 17,1                  | 50,8                   |
| 1927   | 67,0                               | 245,1                                 | 29,6                        | 237,0                          | 27,0                  | 85,8                   |
| 1928   | 72,8                               | 227,6                                 | 42,3                        | 317,9                          | 39,4                  | 100,6                  |
| 1929   | 55,9                               | 164,5                                 | 56,5                        | 416,5                          | 34,0                  | 94,4                   |
| 1930   | 49,4                               | 130,8                                 | 72,1                        | 517,7                          | 33,6                  | 76,0                   |
| 1931   | 36,4                               | 105,3                                 | 76,8                        | 565,5                          | 32,7                  | 45,8                   |
| 1932   | 30,8                               | 74,1                                  | 58,6                        | 389,9                          | 25,4                  | 38,4                   |
| 1933   | 28,7                               | 83,5                                  | 61,8                        | 392,3                          | 12,1                  | 16,9                   |
| 1934   | 18,7                               | 56,5                                  | 59,9                        | 352,7                          | 9,1                   | 10,6                   |
| 1935   | 24,5                               | 79,8                                  | 83,3                        | 473,4                          | 10,0                  | 10,5                   |
| 1936   | 28,5                               | 96,5                                  | 86,2                        | 471,2                          | 9,4                   | 11,6                   |
| 1937   | 37,7                               | 113,1                                 | 93,7                        | 470,2                          | 6,6                   | 4,7                    |
| 1938   | 37,7                               | 119,2                                 | 90,3                        | 429,6                          | 7,6                   | 6,4                    |
| Ogółem | 547,5                              | 1705,8                                | 827,8                       | 5165,6                         | 264,0                 | 552,5                  |